# 1974年电影

## 第十二屆金馬獎
- 最佳劇情片——《女人四十》（嘉禾公司）
- 最佳導演——侯孝賢《好男好女》
- 最佳男主角——林揚《超級大國民》
- 最佳女主角——蕭芳芳《女人四十》